# 吉村光夫
吉村 光夫（よしむら みつお、1926年（大正15年）2月14日 - 2011年（平成23年）1月3日）は、日本のアナウンサー、司会者、鉄道ライター。愛称は「ロングおじさん」、「ロンちゃん」。「吉村 忠晃」の名義を使用する場合もあった。2女あり。
兵庫県神戸市生まれ、神奈川県横浜市、東京都千代田区育ち。

## 来歴・人物
1937年（昭和12年）、第一東京市立中学校（現・千代田区立九段中等教育学校）に入学し、1942年（昭和17年）に卒業。次いで同年藤原工業大学（後の慶應義塾大学工学部、現・理工学部）予科に入学、戦後の1948年（昭和23年）に慶應義塾大学大学工学部電気工学科を卒業し、日本放送協会（NHK）入局。鹿児島放送局（現：NHK鹿児島放送局）に勤務したのち、1951年（昭和26年）10月に当時開局を控えたラジオ東京（KRT。後のTBS）へ経験者採用として入社（文献によってはテスト生として入社の記述あり。）。ラジオ時代には『ドレミファゲーム』司会、『ジャズの歴史』DJと、人気番組で活躍。1959年（昭和34年）に皇太子成婚の実況放送を担当。1962年（昭和37年）4月にラジオ編成局放送実施部へ異動しアナウンス職から離れるが、1965年（昭和40年）2月にアナウンス部へ復帰。1969年（昭和44年）3月よりテレビ編成局放送部、1970年（昭和45年）8月よりテレビ本部編成局番組宣伝部で勤務。その間アナウンス部副部長やテレビ本部編成局番組宣伝部部長、テレビ本部編成局番組宣伝部専門職部長を務めた。
当時としては珍しい長身 (178 cm) であることから、「ロングおじさん」または「ロンちゃん」のニックネームで親しまれ、1970年代は出演番組のタイトル・出演者名義に使用された。
1981年（昭和56年）2月にTBSを定年退職。TBSを退職後は、引き続きTBSの番組に出演する一方、鉄道関係の執筆活動も行っていた。
2011年（平成23年）1月3日、京浜急行電鉄（京急）に乗車し、川崎大師に初詣に行った直後に心臓ペースメーカーの電気的トラブルが発生。これにより体調を崩し、急性心不全により死去。84歳没。

### 鉄道ファンとして
鉄道ファンとして知られており、中学では工芸部に所属、地下工作室の電動工作機を放課後自由に使って、鉄道模型作りに熱中する。
大学では鉄道研究会に所属していたことがあり、同会卒業生組織の「鉄研三田会」第3代会長を務める。鉄道友の会にはTBS在職当時から会員（番組宣伝部所属当時、東京支部長も務めた）として在籍し理事を務めた（2006年9月辞任）ほか、特定非営利活動法人「日本鉄道模型の会」の会長を務めていた（2006年2月退任）。
TBSでは部署は違うものの、後輩の実相寺昭雄や後輩アナウンサーの松宮一彦らとともに鉄道ファンとして社内でも知られており、鉄道と自動車に関する知識の深さに定評があり、TBS在職当時の社内報では「カークラブ代表幹事」「全国に響くSLマニア」とも紹介された。趣味の鉄道分野での取材・執筆活動を行い
、特に京急の愛好者として知られており、京急に関する著作も多数存在する。
TBS在職中の1972年4月には、当時テレビでは系列外（NETテレビ系列）だった毎日放送制作の『八木治郎ショー』での鉄道100年記念特別企画に杵屋栄二とともにゲスト出演したことがあった。この3年後に毎日放送はTBS系列にネットチェンジすることになり、同番組もTBSでネットすることになった。
1981年（昭和56年）3月にフリーランスとなり、以降は『鉄道ジャーナル』誌や『鉄道ファン』誌に寄稿していた。特に後者では日本国有鉄道（国鉄）・私鉄・JRに当時登場した新型車両の試乗記や、日本国外の鉄道に関するレポートを多数掲載。晩年は『鉄道ファン』誌への寄稿を中心に活動していた。
没後の2011年（平成23年）8月、自身が撮影した京急の写真集『京浜急行昭和の記憶 品川・川崎・横浜・三浦半島を駆け抜けた赤い電車の想い出』が発売された。
遺骨の一部は、京急の他に愛好していたスイスの鉄道沿線のアルプスの山々が見渡せる場所に散骨された。

## エピソード
- 吉村の結婚披露宴の際、司会を依頼していた同僚のアナウンサーが急遽欠席となり、吉村自身も司会を兼務していたこともあったという[14]。

## 詳細情報

### 出演番組
※（）内の年度は、特記ない限り『TBS50年史』資料編または『TBSアナウンサーの動き』からのもの。
ラジオ
- ミルキークイズ（1951年。ラジオ東京最初のクイズ番組）[9]
- ドレミファゲーム（1952年）司会[9][10]
- LPコンサート（1954年）[9]
- ちえのわクラブ（1954年）[9]
- ジャズの歴史（1955年）DJ[9][10]
- この人たち（1957年）[9]
- みんなのマイク（1957年）[9]
- 歌謡曲ベストテン（1960年）[9]
- ゴールデンパレード（1961年）[9]
- こども音楽コンクール（1961年）[9]
- モーニング・パトロール（1968年頃） - 「吉村忠晃」名義で担当[3]。

テレビ
- サンヨーテレビ劇場
  - 「私は貝になりたい」(1958年、第42回) - 生CM担当
- なぜなぜロンちゃん（1977年）[9]
- まんがはじめて物語（1978年）「ロングおじさん」としてナレーションを担当[1]。
- 夕やけロンちゃん（1978年）子供向け情報番組。司会者として「ロングおじさん」の名前で出演（『TBS50年史』資料編では「吉村光夫」と明記）。
- ロンちゃん健康情報 - 健康情報番組。ナビゲーターとして。
- 3年B組金八先生（1981年3月20日）アナウンサー 役
- ウルトラマンキッズのことわざ物語（1986年）ナレーション

### 映画
- たのしい交通博物館（1965年・交通博物館紹介フィルム）

### 著作
※特記ない限り、著書。
- 『日本の私鉄 14 京浜急行』保育社〈カラーブックス 565〉、1982年4月5日。ISBN 4586505656。NDLJP:12069505。
- 特急国鉄の本（『ワイド版のりものアルバム』。1986年2月、講談社。ISBN 4062026813。「広田尚敬写真」のクレジットあり）
- ブルートレインの本（『ワイド版のりものアルバム』。1986年2月、講談社。ISBN 4062026821。※「広田尚敬写真」のクレジットあり）
- 日本の私鉄3（『カラーブックス』776。1989年4月、保育社。ISBN 4586507764）
- 京浜急行今昔物語（1995年5月、多摩川新聞社。ISBN 4924882143）
- 京急おもしろ運転徹底探見（『キャンDVDブックス』。2006年12月、JTBパブリッシング。ISBN 4533065929。写真・文：佐藤良介。※同梱DVDのナビゲーターを担当）
- 京浜急行昭和の記憶 品川・川崎・横浜・三浦半島を駆け抜けた赤い電車の想い出（2011年8月、彩流社。文：高井薫平。ISBN 9784779117107。※吉村撮影の写真掲載）